# Euthlastoblatta subpectinata
Euthlastoblatta subpectinata är en kackerlacksart som först beskrevs av Henri Saussure och Leo Zehntner 1893.  Euthlastoblatta subpectinata ingår i släktet Euthlastoblatta och familjen småkackerlackor.
Artens utbredningsområde är Guatemala. Inga underarter finns listade i Catalogue of Life.